# Heimaey

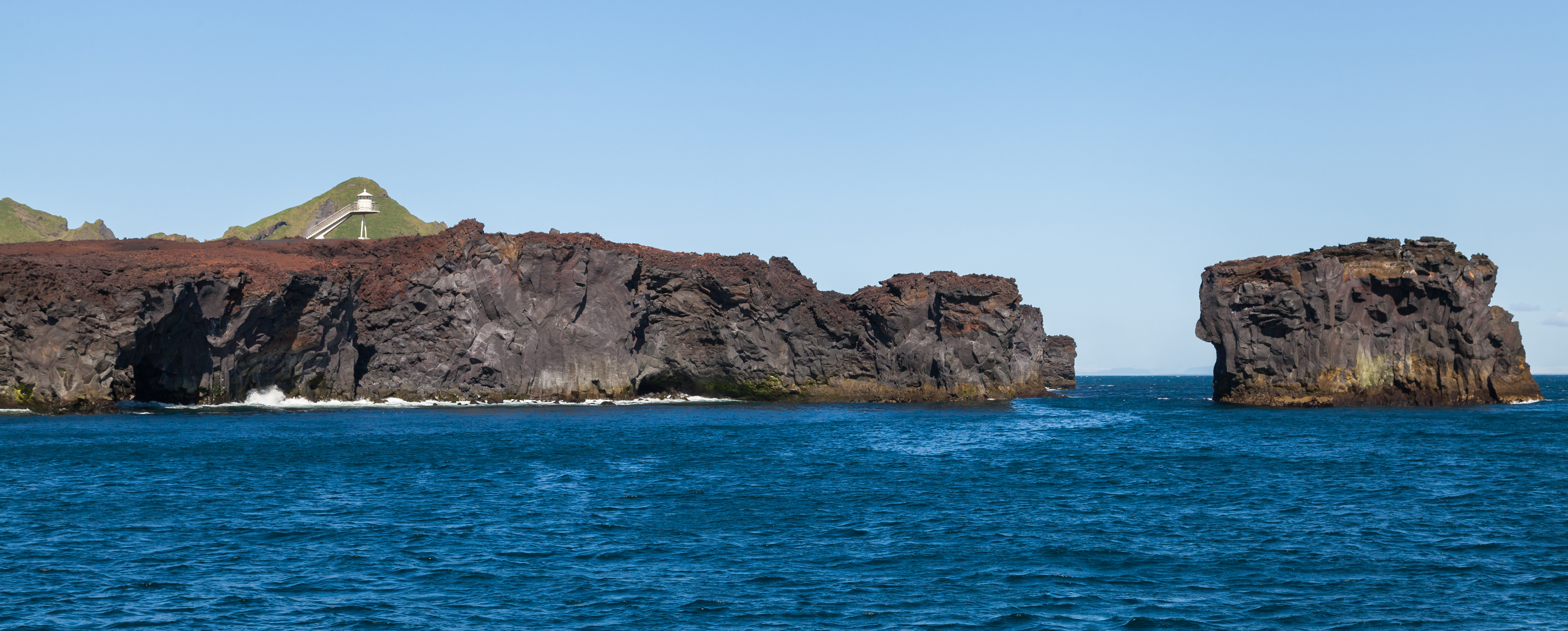
Urða far și coasta a Heimaey.

Heimaey  este cea mai întinsă insulă (13,4 km2) situată în arhipelagul vulcanic Vestmannaeyjar din sudul Islandei. Este singura insulă populată (4.200 locuitori) și are altitudinea maximă de 283 m (Heimaklettur).